# Józef Michał Juszyński
Józef Michał Juszyński (* 18. September 1793 in Bieliny, Polen; † 24. November 1880 in Sandomierz) war Bischof von Sandomierz.

## Leben

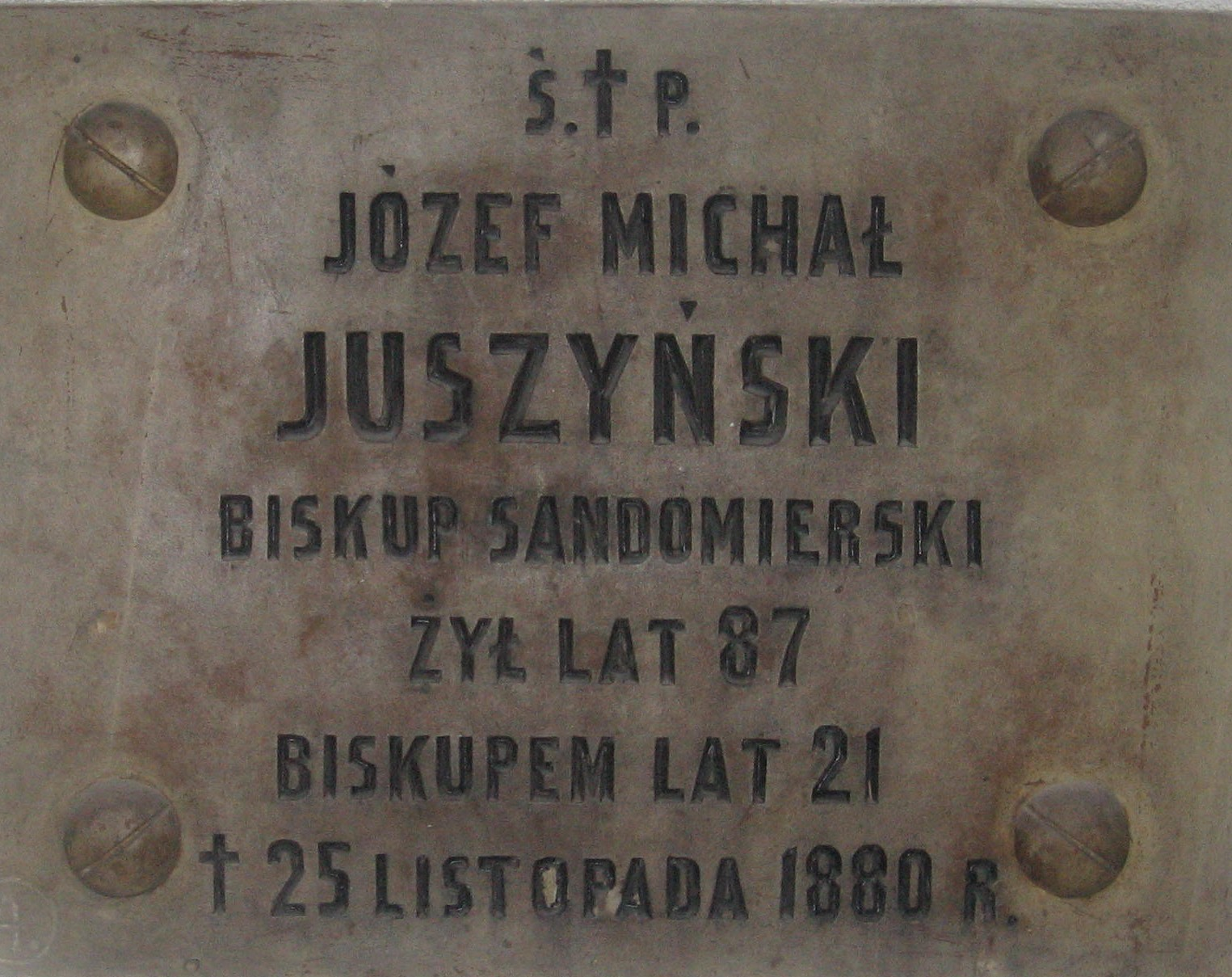
Grabplatte in der Krypta

Am 28. Oktober 1816 zum Priester geweiht, wurde er am 15. April 1859 zum Bischof von Sandomierz bestellt. Konsekriert wurde er am 10. Juli 1859 durch den Erzbischof von Warschau Antoni Melchior Fijałkowski.
Seine letzte Ruhestätte fand er in der Krypta der Kathedrale von Sandomierz.